# Gamini Haththotuwegama

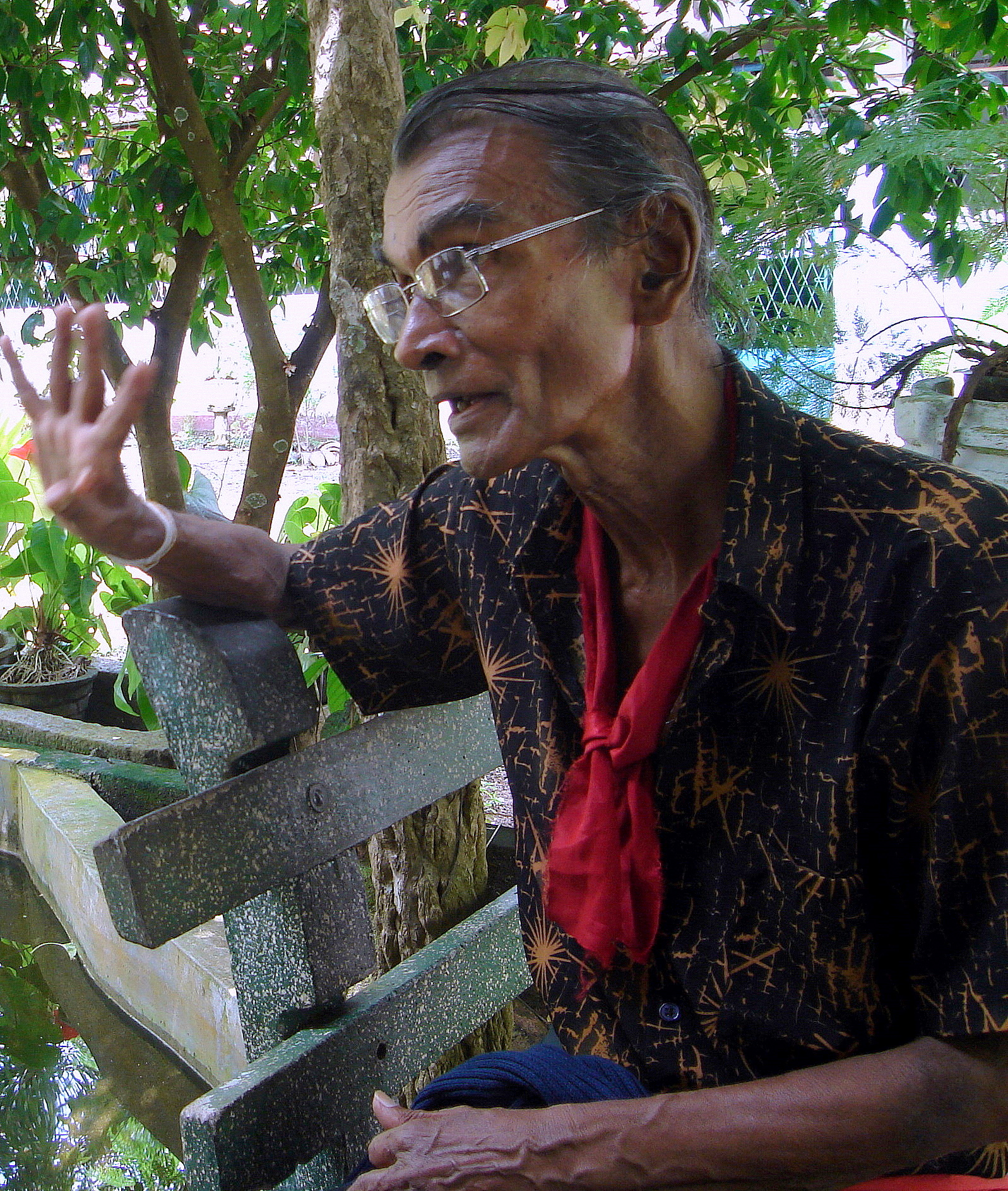
Gamini Haththotuwegama (2009)

Gamini Kalyanadarsha Haththotuwegama (en cingalés: ගාමිණී හත්තොටුවේගම, Galle, 29 de noviembre de 1939-Colombo, 30 de octubre de 2009) fue un dramaturgo y actor cingalés.